# Synagoge (Dransfeld)

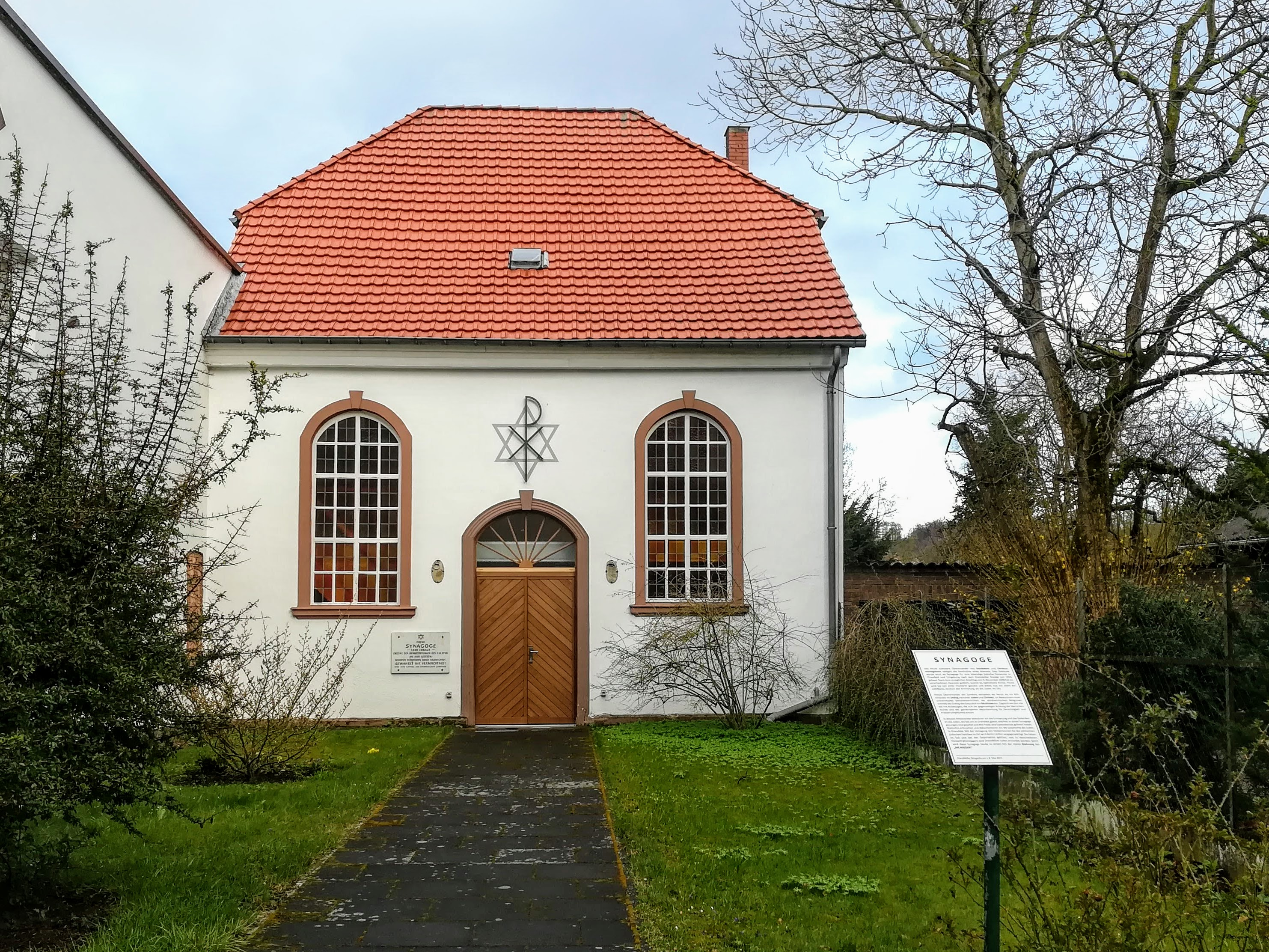
Ehemalige Synagoge in Dransfeld

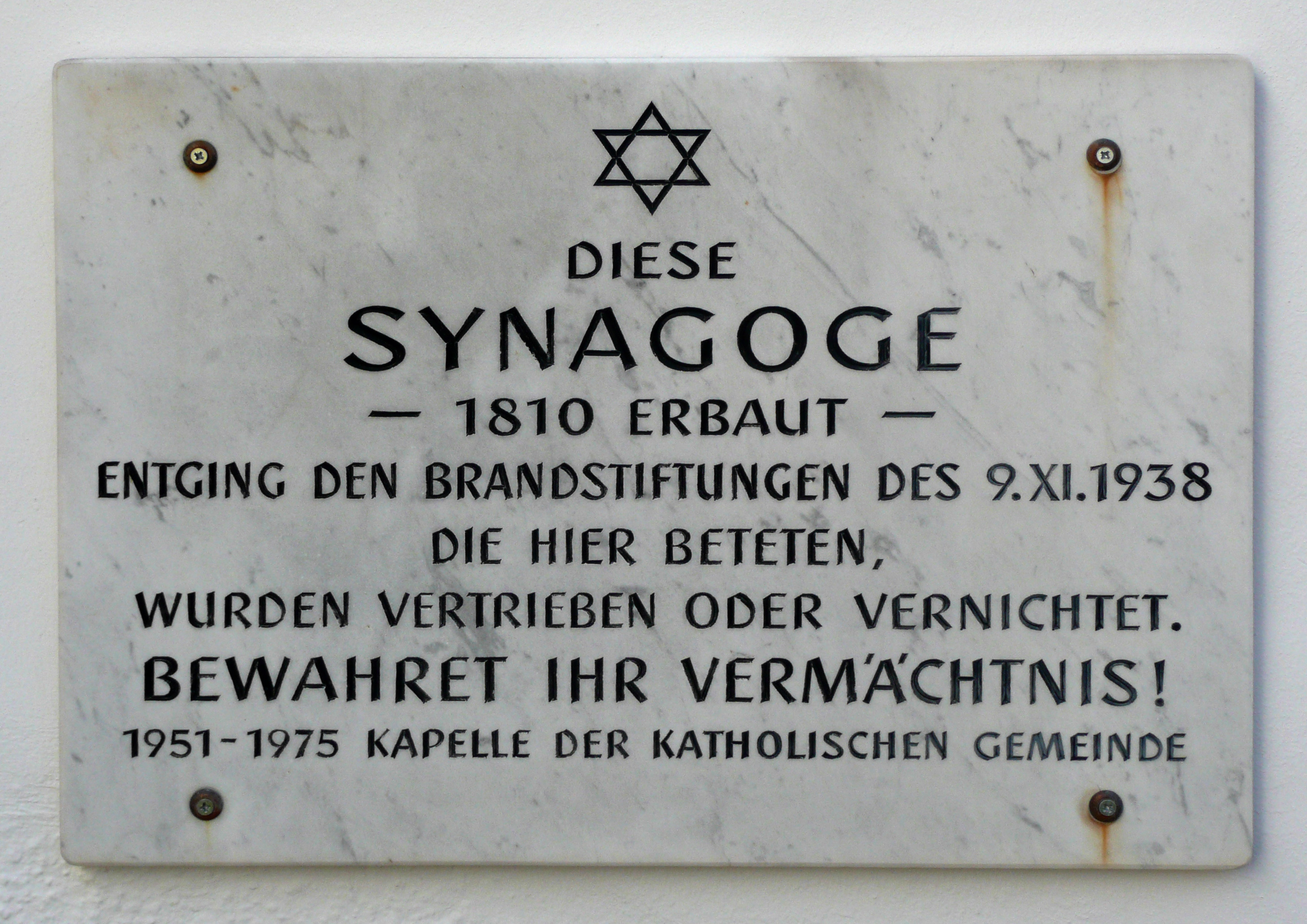
Gedenktafel

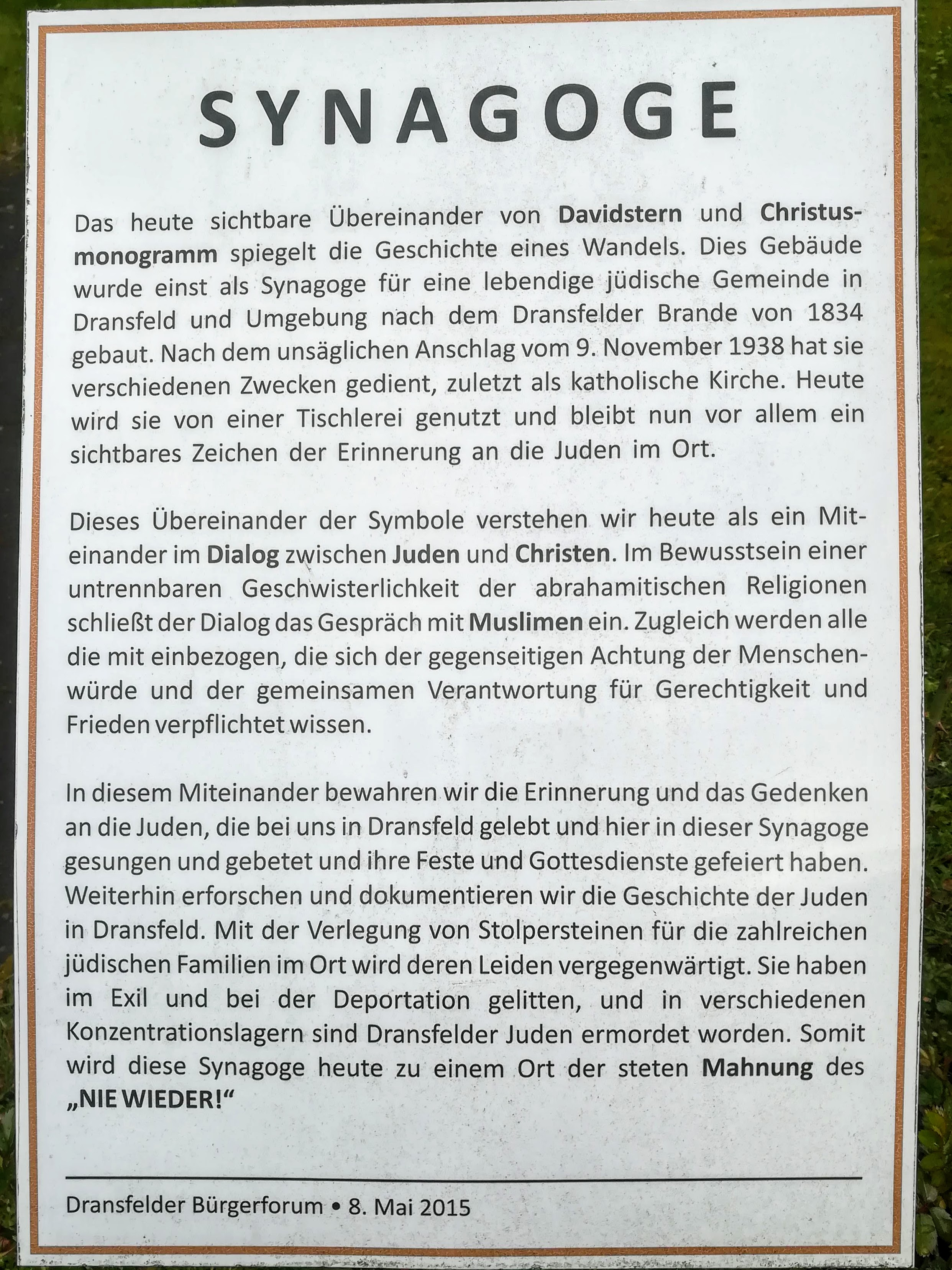
Neue Gedenktafel von 2015

Die ehemalige Synagoge in Dransfeld, einer Stadt im Landkreis Göttingen, wurde 1836 an der Gerlandstraße 7 errichtet und ist ein geschütztes Baudenkmal.

## Geschichte
Es handelt sich um einen kleinen, fast quadratischen, verputzten Bruchsteinbau, deutlich zurückgesetzt hinter der früher geschlossenen Zeilenbebauung der Gerlandstraße, die nach dem Stadtbrand von 1834 neu angelegt wurde. Ein Haus auf der gegenüberliegenden Straßenseite richtete die jüdische Gemeinde 1845 als Schulhaus ein.
Die Synagoge wurde während der Novemberpogrome 1938 von SA-Angehörigen aus Hann. Münden verwüstet, ihre Inneneinrichtung zerstört. Das Gebäude blieb von einer Brandlegung verschont, da durch die enge Bebauung die Gefahr eines Großfeuers bestand. Die jüdische Gemeinde Dransfeld war 1938 in Auflösung begriffen und wurde zum Verkauf ihrer Immobilien, und so auch der Synagoge, genötigt.
Das Synagogengebäude wurde zunächst als Turnhalle, Proviantdepot und Suppenküche genutzt.
Nachdem sich im Zuge der Flucht und Vertreibung Deutscher aus Mittel- und Osteuropa 1945–1950 wieder Katholiken im seit der Reformation evangelisch-lutherischen Dransfeld niedergelassen hatten, bildete sich ab 1946 eine katholische Pfarrvikarie, die zur Pfarrei St. Elisabeth (Hann. Münden) gehörte. Am 22. Juli 1951 wurde das Synagogengebäude als katholische Kapelle Zu den Sieben Schmerzen Mariens geweiht, die bis zum Bau der heutigen St.-Marien-Kirche im Jahre 1975 genutzt wurde. Dann wurde eine Gedenktafel mit folgender Inschrift angebracht:
„Diese Synagoge – 1810 erbaut – entging den Brandstiftungen des 9. XI. 1938. Die hier beteten, wurden vertrieben oder vernichtet. Bewahret ihr Vermächtnis! 1951–1975 Kapelle der katholischen Gemeinde“.
Seit 1981 befand sich in dem renovierten Gebäude eine Tischlerei. Diese Nachnutzung führte zu einem hohen Substanzerhalt, was im Vergleich mit etwa zeitgleichen, profanierten Landsynagogen in Südniedersachsen ungewöhnlich ist.
2021/2022 wurde die ehemalige Synagoge zum „Raum der Erinnerung“ umgestaltet und umfangreich renoviert. Die Frauenempore wurde wieder komplett rekonstruiert und die ehemalige Toranische wieder von innen sichtbar gemacht. Der Raum wird von dem zur Tischlerei gehörigen Bestattungshaus Stichtenoth als Raum zur Abschiednahme  und ähnlich genutzt.

## Erhaltene Elemente des Synagogenbaus
Im Westen blieb die Frauenempore erhalten, darunter befand sich der Vorraum und Eingangsbereich. Die klassizistische, zweiflüglige Tür des Vorraums zum Innenraum ist in situ vorhanden. Damit ist die Mittelachse Eingangsportal im Westen – Tür zum Hauptraum – Toraschrein an der Ostwand nachvollziehbar. Von außen war die ehemalige Toranische als Vorbau (Auslucht) immer gut erkennbar, 2021 wurde sie auch wieder zum Innenraum hin geöffnet. Beim Treppenaufgang zum Dachboden blieb sogar ein Teil der ursprünglichen Ausmalung erhalten. Ebenso hat der Innenraum noch seine flache Stuckdecke, die nahtlos in die Wandflächen übergeht.